# Kirill Pryadkin
Kirill Aleksandrovič Pryadkin (in russo Кирилл Александрович Прядкин?; 6 luglio 1977) è un ex calciatore kirghiso, di ruolo portiere.

## Statistiche

### Cronologia presenze e reti in nazionale
| Cronologia completa delle presenze e delle reti in nazionale ― Kirghizistan | Cronologia completa delle presenze e delle reti in nazionale ― Kirghizistan | Cronologia completa delle presenze e delle reti in nazionale ― Kirghizistan | Cronologia completa delle presenze e delle reti in nazionale ― Kirghizistan | Cronologia completa delle presenze e delle reti in nazionale ― Kirghizistan | Cronologia completa delle presenze e delle reti in nazionale ― Kirghizistan | Cronologia completa delle presenze e delle reti in nazionale ― Kirghizistan | Cronologia completa delle presenze e delle reti in nazionale ― Kirghizistan |
| Data                                                                        | Città                                                                       | In casa                                                                     | Risultato                                                                   | Ospiti                                                                      | Competizione                                                                | Reti                                                                        | Note                                                                        |
| --------------------------------------------------------------------------- | --------------------------------------------------------------------------- | --------------------------------------------------------------------------- | --------------------------------------------------------------------------- | --------------------------------------------------------------------------- | --------------------------------------------------------------------------- | --------------------------------------------------------------------------- | --------------------------------------------------------------------------- |
| 3-8-1999                                                                    | Dušanbe                                                                     | Kirghizistan                                                                | 0 – 3                                                                       | Oman                                                                        | Qual. Coppa d'Asia 2000                                                     | -1                                                                          | 46’                                                                         |
| 5-8-1999                                                                    | Dušanbe                                                                     | Tagikistan                                                                  | 3 – 2                                                                       | Kirghizistan                                                                | Qual. Coppa d'Asia 2000                                                     | -3                                                                          |                                                                             |
| 7-8-1999                                                                    | Dušanbe                                                                     | Iraq                                                                        | 5 – 1                                                                       | Kirghizistan                                                                | Qual. Coppa d'Asia 2000                                                     | -5                                                                          |                                                                             |
| 15-11-2000                                                                  | Kuressaare                                                                  | Estonia                                                                     | 1 – 0                                                                       | Kirghizistan                                                                | Amichevole                                                                  | -                                                                           | 46’                                                                         |
| 30-1-2001                                                                   | Bangkok                                                                     | Thailandia                                                                  | 3 – 1                                                                       | Kirghizistan                                                                | Amichevole                                                                  | -3                                                                          | 46’                                                                         |
| 21-2-2001                                                                   | Madinat al-Kuwait                                                           | Kirghizistan                                                                | 1 – 2                                                                       | Bahrein                                                                     | Qual. Mondiali 2002                                                         | -                                                                           | 87’                                                                         |
| 24-2-2001                                                                   | Madinat al-Kuwait                                                           | Kuwait                                                                      | 2 – 0                                                                       | Kirghizistan                                                                | Qual. Mondiali 2002                                                         | -2                                                                          |                                                                             |
| 27-2-2001                                                                   | Madinat al-Kuwait                                                           | Kirghizistan                                                                | 1 – 1                                                                       | Singapore                                                                   | Qual. Mondiali 2002                                                         | -1                                                                          |                                                                             |
| Totale                                                                      |                                                                             | Presenze                                                                    | 8                                                                           |                                                                             | Reti                                                                        | -15                                                                         |                                                                             |